# نهر الخوف (فلم)
نهر الخوف  فيلم دراما وتشويق واثارة من إخراج وتأليف (قصة وسيناريو وحوار) محمد أبو سيف عام 1988، وساعد في السيناريو والحوار حسام الهجرسي. الفيلم من بطولة محمود عبد العزيز وعبلة كامل ونورا وزينب وهبي وتدور الأحداث حول شباب يجد نفسه متورطاً في جريمة لم يرتكبها، ويدفع الخوف من العقاب بأثنين منهم لخطف أتوبيس نهري براكبيه.
وضع عمر خيرت الموسيقى التصويرية والألحان.
صدر الفيلم إلى دور العرض المصرية في 18 يوليو 1988.
منح موقع قاعدة بيانات الأفلام على الإنترنت (IMDB) الفيلم درجة 6.2/ 10.
منح موقع قاعدة بيانات الأفلام العربية «السينما.كوم» الفيلم درجة 7.8/ 10.

## طاقم التمثيل
محمود عبد العزيز: في دور عبد الرحمن كامل علي
عبلة كامل: في دور كاميليا السعيد
نورا: في دور سلوى محمود حامد
زينب وهبي: في دور نعيمة محمد علي
صلاح قابيل: في دور العقيد فاروق
أحمد راتب: في دور عادل عبد المقصود رشدي
قدرية كامل: في دور رجوات السيد
محمد سند: في دور كمال
عدوي غيث: في دور عبد الحق
سعيدة جلال: في دور كوثر إسماعيل عيد
عثمان عبد المنعم: في دور بيومي البيومي
حسني عبد الجليل: في دور هريدي
نبيل الدسوقي: في دور كمال عبد المنعم
أشرف خيري: في دور أشرف
محمد محمود: في دور الطفل عادل
بالاشتراك مع: أحمد صيام - رام منشاوي - صبري يوسف - كمال عبد العزيز - حلمي الغمراوي - حسين عرعر.

## أحداث الفيلم
قام الشبان الثلاثة: عبد الرحمن (محمود عبد العزيز) وعادل (أحمد راتب) وكمال (محمد سند) بالتعرض بالكلمات لابنة حارس العقار هريدي (حسني عبد الجليل) وتقع مشاجرة بينهم، ويتدخل جيران هريدي وينهالون بالضرب على الشبان. مما يدعوهم لتوعد هريدى بالانتقام. يقوم ثلاث شبان أخرين بخطف نفس الفتاة ويعتدون عليها بقسوة شديدة. يظن هريدي أن عبد الرحمن ورفاقه هم المعتدون فيبلغ الشرطة بأوصافهم. عندما يقرأ عبد الرحمن ورفاقه الحادثة في الصحف وفيها أوصافهم، يتملكهم الخوف، ويسارعوا بالاختباء ريثما تقبض الشرطة على الجناة. يستقل عبد الرحمن وعادل «الأوتبيس النهري» ويشاهدون أحد ضباط الشرطة قادم للركوب في نفس الأوتبيس النهري فيظنون أنه جاء للقبض عليهم فيتملكهم الخوف ويقوم عبد الرحمن بالاستيلاء على سلاح أحد ضباط الأمن ويهدد السائق لمتابعة السير. يصاب الركاب بالرعب ويقز كل من يستطيع السباحة ويتبقى: ثلاث ممرضات من مستشفى القصر العيني: سلوى (نورا) ونعيمة (زينب وهبي) وكوثر (سعيدة جلال) ورجل مسن (نبيل الدسوقي) وكامليا (عبلة كامل) وهي أم لثلاثة أطفال، وبيومي (عثمان عبد المنعم) وكاتبة المحامي رجاء السيد (قدرية كامل) وهي عجوز لا تدرى ما يحدث حولها، وسائق الاوتبيس عبد الحق (عدوي غيث). يصل رجال الشرطة على الشاطئ بكل قواتهم من دفاع مدني وقناصة وأمن مركزي، ومن البحر جاءت زوارق المسطحات المائية.
ويبدأ العقيد فاروق (صلاح قابيل) التفاوض مع المختطفين، ويكتشف انهم لا طلبات لهم. كان ما يخيف عبد الرحمن حال القبض عليهم هو الوقت مابين القبض عليهم وإثبات براءتهم، وما سيحدث لهم من إهانات واعتداء من الشرطة.
تتطور الأحداث حيث يبدأ الكشف على الفتاة وأخذ آثار الاعتداء، وأيضا آثار من عبد الرحمن ورفاقه أثناء مشاجرتهم مع هريدي، كما تصل قوات الصعايدة من أهل هريدى يريدون الثأر بأنفسهم. ويبدأ العقيد فاروق التفاوض مع عبد الرحمن، بينما يستعد قناص لضرب عبد الرحمن، وتنطلق رصاصة تصيب كتف عادل. تستمر المناوشات من كل جانب. وعندما يعتقد عبد الرحمن أنه لا دليل ببراءته، ويطلب من الشرطة الماء والطعام حتى يقضى الرهائن ليلتهم، وأثناء قيام سلوى بإستلام المطلوب يطمأنها العقيد بأن براءة المختطفين قد ظهرت من التحاليل.

## استقبال الفيلم
كتب موقع كاروهات: «ميلودراما تقليدية تتخللها الكوميديا في إطار مثير ومشوق دون ادنى معنى للواقعية»، ويتابع الموقع: "المخرج الشاب محمد أبو سيف كثاني تجربة له بعد فيلم (التفاحة والجمجمة) ..... يذكر له نجاحه في إدارة الممثلين بأقل خبرة ممكنة حين ذاك ويأتي ذلك في استغلال خبرات الفنان محمود عبد العزيز."

## روابط خارجية
- مقالات تستعمل روابط فنية بلا صلة مع ويكي بيانات
- نهر الخوف على موقع الدهليز
- نهر الخوف على موقع كاروهات

https://letterboxd.com/film/nahr-al-khawf/ نهر الخوف (فيلم)
https://www.themoviedb.org/movie/620354?language=ar-SA نهر الخوف (فيلم)